# FGF14
FGF14‏ (Fibroblast growth factor 14) هوَ بروتين يُشَفر بواسطة جين FGF14 في الإنسان.